# Olivier Lafargue
Olivier Lafargue, né le 8 août 1976 à Aire-sur-l'Adour, est un entraîneur français de basket-ball.

## Biographie
Entraîneur de Basket Landes, il conduit ses joueuses au titre de championnes de France de Nationale Féminine 1 en 2008, qui promeut le club en Ligue féminine de basket, où le club s'est maintenu. À la fin de la saison 2016-2017 où il finit 6e du championnat avec Basket Landes, il annonce quitter le club après y avoir entraîné durant 13 ans. 
Il rejoint quelques jours plus tard le Tango Bourges Basket où il succèdera à Valérie Garnier et remporte dès 2018 le titre de champion de France.
Il a également été adjoint de Valérie Garnier en équipe de France entre 2017 et 2021.
Il est le cousin au deuxième degré de Marie-Laure Lafargue, actuelle présidente de Basket Landes.

## Carrière d'entraîneur

### Clubs
- 1999-2004: Stade montois
- 2004-2017: Basket Landes
- 2017-: Tango Bourges

### Palmarès

#### Club
- Champion de France NF1 : 2008
- Coupe de France : 2018[3], 2024
- Championnat de France : 2018[1] et 2022 [4]
- Vainqueur de l'Eurocoupe : 2022[5]